# Trichoniscus stoevi
Trichoniscus stoevi is een pissebed uit de familie Trichoniscidae. De wetenschappelijke naam van de soort is voor het eerst geldig gepubliceerd in 2002 door Andreev.